# Дзержинськ (Наровлянський район)
Дзержинськ (біл. Дзяржынск) (до 20 квітня 1939 — Светоцьк) — село в Кіровській сільраді Наровлянского района Гомельської області Білорусі.